# NFL 1943
Die NFL-Saison 1943 war die 24. Reguläre Saison der National Football League. Als immer mehr Spieler die Teams verließen, um im Zweiten Weltkrieg zu dienen, waren drei Teams von zu kleinen Kadern betroffen. Den Cleveland Rams wurde erlaubt, die Tätigkeit in dieser Saison einzustellen. Die Philadelphia Eagles und Pittsburgh Steelers kooperierten für diese eine Saison. Das gemeinsame Team, bekannt als Phil-Pitt oder als Steagles, spielte vier Heimspiele in Philadelphia und zwei in Pittsburgh.
Die Saison endete mit dem NFL-Meisterschaftsspiel zwischen den Chicago Bears und den Washington Redskins, das die Bears mit 41:21 gewannen und am Tag nach Weihnachten gespielt wurde (dies war das erste Mal in der NFL-Historie, dass ein Play-off-Spiel so spät im Jahr ausgetragen wurde). Chicago beendete die reguläre Saison am 28. November mit dem Sieg der Western Division mit einer 8–1–1 Bilanz. Jedoch mussten die Bears drei Wochen warten, bis die Eastern Division ihren Meister ausgespielt hatte. Washington und die New York Giants beendeten ihre reguläre Saison gegeneinander an zwei aufeinanderfolgenden Sonntagen, 5. und 12. Dezember (das Spiel vom 12. Dezember war ein Nachholspiel vom 3. Oktober). Die Redskins gewannen das Playoff-Spiel und traten gegen die Bears an.
Trotz des Krieges stieg die Popularität der Liga weiter. Die Liga zog zusammengefasst 1.072.462 Fans an, das waren 7.000  weniger als im Vorjahr, obwohl 15 Spiele weniger gespielt wurden. Der Anwesenheitssprung wurde der erhöhten Wettbewerbsfähigkeit der schwächeren Teams zugeschrieben.

## Wichtige Regeländerungen
- Die freie Einwechslung wurde eingeführt. Die Regel wurde wegen des schwindenden Kader durch die Phase des Zweiten Weltkrieges eingeführt, aber hat das Spiel grundlegend geändert. Vorher konnte ein Spieler einmal in den ersten drei Vierteln ersetzt werden; im vierten Viertel durften zwei Spieler jeder Mannschaft zweimal ausgewechselt werden. Wegen dieser Einschränkung spielten die Spieler „beide Wege“, sie spielten also sowohl in der Offense als auch in der Defense. Diese Regeländerung führte schließlich dazu, dass die Teams separate Offensiv- und Defensivspieler hatten und verschiedene Spezialisten (Placekicker, Punters, Returners usw.) entstanden. Eine ähnliche Regel wurde ein paar Jahre früher im College Football eingeführt.[2]
- Das Tragen von Helmen wird für alle Spieler verpflichtend.

## NFL Draft
Der NFL Draft von 1943 wurde am 8. April im Chicago's Palmer House Hotel durchgeführt. Mit dem ersten Pick wählten die Detroit Lions den Runningback Frank Sinkwich von der University of Georgia aus.

## Divisionsphase
Die NFL spielte einen auf zehn Spielen verkürzten Spielplan. In der Eastern Division gewannen die Phil-Pitt die ersten zwei Spiele und führte in der Woche vier mit 1–0–0 stehenden Washington kurz dahinter, während in der Western Division, die Bears und Packers im ersten Spiel 21:21 unentschieden spielten und nach Wochen vier 2–0–1 standen.
Die Woche fünf am 17. Oktober spielten die Divisionsführenden gegeneinander. Die Bears besiegten die Steagles mit 48:21 und die Redskins besiegten die Packers mit 33:7, wodurch die beiden Gewinner zu den Tabellenführer wurden.
Die Redskins (5–0–1) und die Bears (7–0–1) gingen ungeschlagen in Woche elf in Washington am 21. November  aufeinander, wobei die Redskins mit 21:7 gewannen. Die Redskins hatten ihre erste Niederlage in Woche zwölf, als sie gegen Phil-Pitt mit 14:27 am 28. November verloren. Die Bears siegten in der Western Division am selben Tag mit 35:24 die Cardinals erreichten eine 8–1–1 Endbilanz. In Woche dreizehn verloren Phil-Pitt ihr letztes Spiel gegen Green Bay mit 28:38 und waren mit einer 5–4–1 Bilanz aus dem Meisterschaftsrennen. Unterdessen schlugen die Giants die Redskins mit 14:10 in New York. In der nächsten Woche besiegten die Giants (5–3–1) die Redskins (6–2–1) in Washington mit 31:7, was in der Eastern Division zu einem Gleichstand führte. In der dritten aufeinanderfolgende Wochenende trafen New York und Washington auf einander, dieses Mal im Divisional-Playoff, welches die Redskins mit 28:0 gewannen.

## Endstände
| Eastern Division     | Eastern Division | Eastern Division | Eastern Division | Eastern Division | Eastern Division | Eastern Division |
| Team                 | S                | N                | U                | SQ 1             | P+               | P−               |
| -------------------- | ---------------- | ---------------- | ---------------- | ---------------- | ---------------- | ---------------- |
| Washington Redskins  | 6                | 3                | 1                | 0,667            | 229              | 137              |
| New York Giants      | 6                | 3                | 1                | 0,667            | 197              | 170              |
| Phil-Pitt „Steagles“ | 5                | 4                | 1                | 0,556            | 225              | 230              |
| Brooklyn Dodgers     | 2                | 8                | 0                | 0,200            | 65               | 234              |

| Western Division  | Western Division | Western Division | Western Division | Western Division | Western Division | Western Division |
| Team              | S                | N                | U                | SQ 1             | P+               | P−               |
| ----------------- | ---------------- | ---------------- | ---------------- | ---------------- | ---------------- | ---------------- |
| Chicago Bears     | 8                | 1                | 1                | 0,889            | 303              | 157              |
| Green Bay Packers | 7                | 2                | 1                | 0,778            | 264              | 172              |
| Detroit Lions     | 3                | 6                | 1                | 0,333            | 178              | 218              |
| Chicago Cardinals | 0                | 10               | 0                | 0,000            | 95               | 238              |

## Postseason
Das Eastern-Division-Play-off-Spiel fand am 19. Dezember 1943 im Polo Grounds, New York City, statt.
|                    | 1 | 2  | 3 | 4  | Gesamt |
| ------------------ | - | -- | - | -- | ------ |
| New York Giants    | 0 | 0  | 0 | 0  | 0      |
| Washington Redskin | 0 | 14 | 0 | 14 | 28     |

Das NFL Championship Spiel fand am 26. Dezember 1943 im Wrigley Field, Illinois, statt.
|                    | 1 | 2  | 3  | 4  | Gesamt |
| ------------------ | - | -- | -- | -- | ------ |
| Chicago Bears      | 0 | 14 | 13 | 14 | 41     |
| Washington Redskin | 0 | 7  | 7  | 7  | 21     |

## Preisträger
| Joe F. Carr Trophy (Most Valuable Player) | Sid Luckman, Quarterback, Chi. Bears |

## Saisonbestleistungen
| Statistik       | Name         | Team      | Wert  |
| --------------- | ------------ | --------- | ----- |
| gepasste Yards  | Sid Luckman  | Chicago   | 2.194 |
| erlaufene Yards | Bill Paschal | New York  | 572   |
| gefangene Yards | Don Hutson   | Green Bay | 776   |

## Video
- Detroit Lions at Washington Redskins auf YouTube, abgerufen am 13. April 2018 (in Farbe ohne Ton).

## Cheftrainer

### Eastern Division
- Brooklyn Dodgers: Pete Cawthon
- New York Giants: Steve Owen
- Phil-Pitt: Greasy Neale, Walt Kiesling und Malik Russaw
- Washington Redskins: Dutch Bergman

### Western Division
- Chicago Bears: Heartley Anderson und Luke Johnsos
- Chicago Cardinals: Phil Handler
- Detroit Lions: Gus Dorais
- Green Bay Packers: Curly Lambeau